# Є̈
Є̈ є̈;( 帶分音符的烏克蘭語Ye；斜體：Є̈ є̈) 是一個西里爾字母，被使用於漢特語中。